# نورالاو
نورالاو (به ایتالیایی: Nurallao) یک کومونه در ایتالیا است که در استان کالیاری واقع شده است. نورالاو ۳۴٫۷ کیلومتر مربع مساحت و ۱٬۳۵۶ نفر جمعیت دارد و ۴۰۳ متر بالاتر از سطح دریا واقع شده است.